# Bohdan Stelmach
Bohdan Mychajlowytsch Stelmach (ukrainisch Богдан Михайлович Стельмах; * 2. Oktober 1943 in Turkotyn im Rajon Solotschiw in der Oblast Lwiw) ist ein ukrainischer Dichter, Dramatiker und Übersetzer.

## Leben
Stelmach besuchte die Grundschule in Turkotyn und schloss die schulische Ausbildung nach dem 1957 erfolgten Umzug nach 1960 in Lwiw ab. Im Anschluss studierte er Mathematik und Philologie an der Iwan-Franko-Universität ebenfalls in Lwiw und absolvierte die Ukrainische Akademie für Druckereiwesen. Bevor er als Redakteur für eine Jugendzeitung in Lviv seine literarische Karriere startete, arbeitete als Arbeiter in einer Holzfabrik in Rava-Ruska. Später wurde er Abteilungsleiter der Literaturabteilung des Musik- und Schauspieltheaters in Drohobytsch. 1977 wurde er Schriftsteller und Mitglied des ukrainischen Schriftstellerverbandes. Seine Theaterstücke werden regelmäßig u. a. am Maria-Zankovetska-Theater und am ersten Ukrainischen Kinder- und Jugendtheater in Lwiw aufgeführt. Er ist Autor von 17 Gedichtbänden, zahlreichen Theaterstücken und mehreren Dutzend Volksliedern. Stelmach war auch stellvertretender Bürgermeister von Lwiw. Seine Gedichte sind ins Englische, Belarussische, Kasachische, Polnische und Russische übersetzt worden und er hat mehrere Opernlibretti verfasst. Zu seinen Übersetzungen und Bearbeitungen gehören eine Sammlung altägyptischer Poesie. In den Jahren 2007–2008 wurde eine siebenbändige Gesamtausgabe seiner Werke veröffentlicht.

## Werke (Auswahl)

### Kinderbücher
- Prawdywa pisnja (Правдива пісня)

### Dramen
- Taras

### Libretto
- Moses, Oper von Myroslaw Skoryk nach einem gleichnamigen Gedicht von Iwan Franko. Die Anregung zu der Oper kam von Bohdan Stelmach selber zusammen mit dem Operndirektors Tadeusz Eder.[3]